# Таксим (станция метро)
Таксим (Taksim) — станция Стамбульского метрополитена.
Расположена на Линии 2.
Станция открыта 16 сентября 2000 года. Станция находится в районе Бейоглу в непосредственной близости с площадью Таксим.

## Культурно-исторические проекты и акции
В 2011 году на этой станции метро проходила фотовыставка «Стамбул глазами иностранцев 2010» по итогам ежегодного конкурса Istanbul Photo Contest; работы участников конкурса следующего года также выставлялись на станции «Таксим».
В 2012 году в память о ходжалинском геноциде у входа на станцию метро Таксим была организована выставка, которую посетили тысячи людей.

## Политические протесты
Во время протестов весной 2013 года полиция преследовала людей, пытавшихся укрыться на станции метро «Таксим». Полиция распыляла слезоточивый газ на выходе из станции метро. Протестанты писали свои лозунги на стенах у входа на станцию метро. В течение нескольких дней в мае 2013 года станция была заблокирована из-за протестов.
В 2014 году на станции метро Таксим 20 человек легли на перрон и пролежали так некоторое время «в знак протеста против халатности чиновников, отвечающих за безопасность шахт». В конце мая 2014 года власти Стамбула снова перекрыли станцию метро «Таксим», чтобы ограничить численность манифестантов.